# 自衛隊地方連絡部

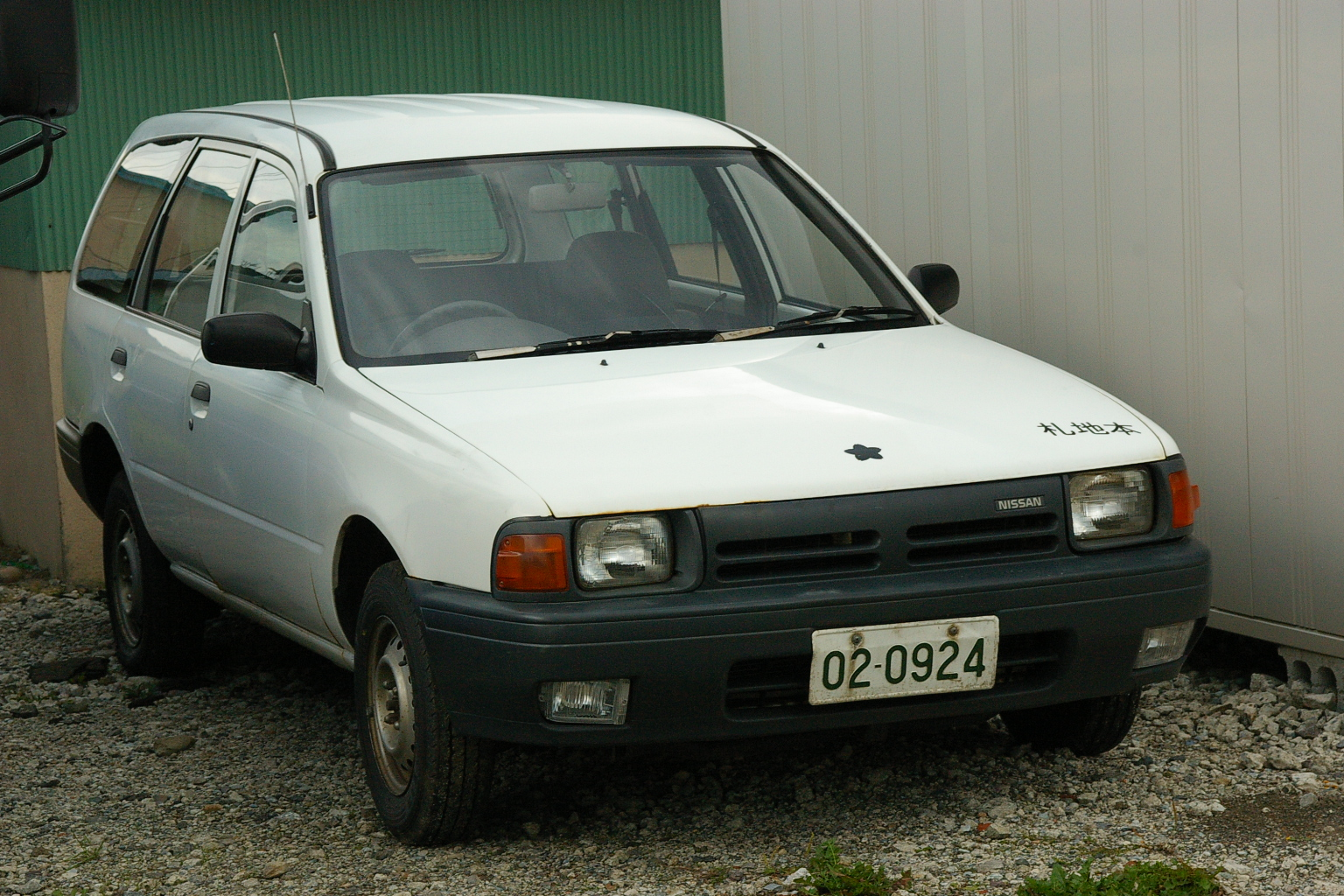
地本で使用される業務車2号

自衛隊地方連絡部（じえいたいちほうれんらくぶ、英: Provincial Liaison Office: PLO）はかつて防衛庁（当時）に置かれていた自衛隊の機関の一種。略称は地方連絡部または略して地連（ちれん）。
2006年7月31日、防衛庁の組織改編に伴い、自衛隊地方連絡部は「自衛隊地方協力本部」に、募集事務所は「地域事務所」に名称を変更したほか、地方自治体との調整連絡などを新たに実施することになった。

## 概要
各都道府県下における自衛隊の総合窓口である。陸海空自衛隊共同の機関だが、通常は陸上自衛隊の方面総監の指揮監督下に置かれていた。地方連絡部長は1佐（東京・大阪地方連絡部長は将補）の階級にある自衛官、または防衛庁事務官が務めた。
北海道に4個、その他の各都府県庁の所在地に1個、計50個置かれていた。また、全国の主要都市には、各地方連絡部の下部機構として出張所、募集事務所等があり、広報官（詳細は同項目参照）と呼ばれる話し上手で営業活動に向いている自衛官（2曹か3曹）が募集活動を行っていた。